# 布澤烏河畔恩托爾蘇拉

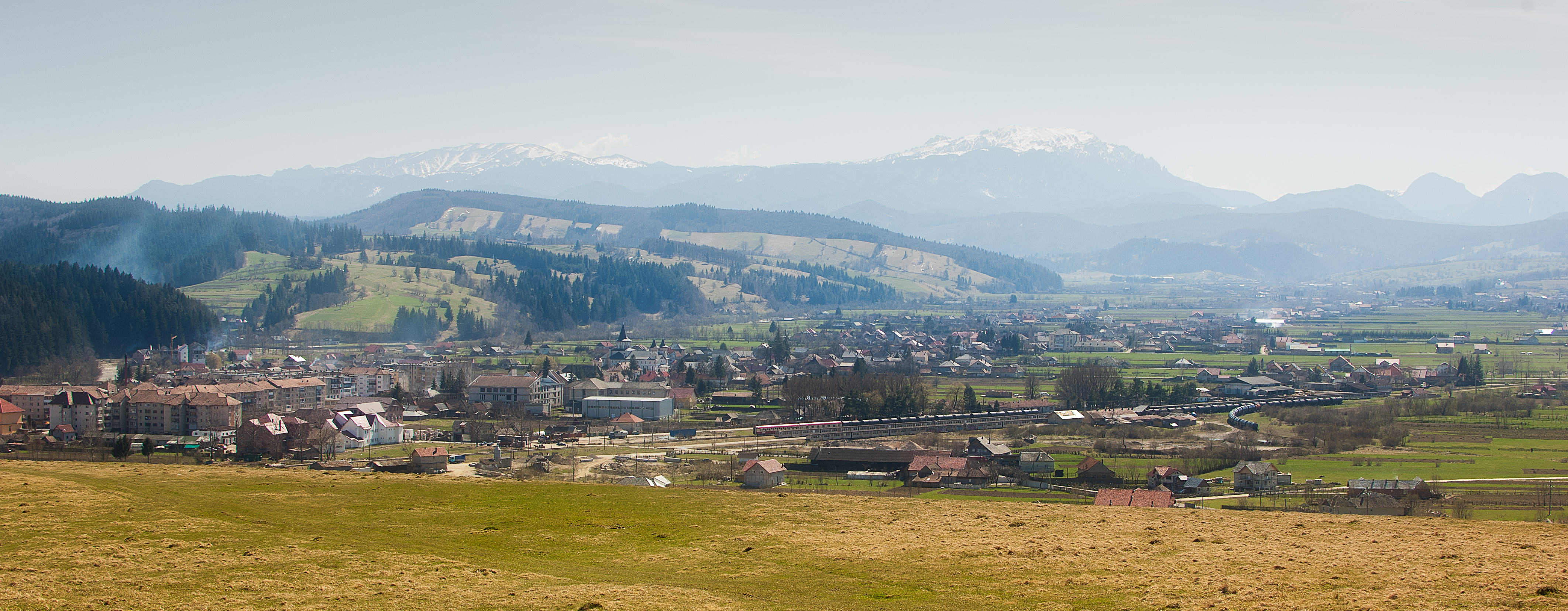

布澤烏河畔恩托爾蘇拉是羅馬尼亞的城鎮，位於該國東部，距離首府聖格奧爾基28公里，由科瓦斯納縣負責管轄，面積60平方公里，海拔高度701米，2009年人口9,003，大多數居民信奉東正教。